# Noord-Brabantsch-Duitsche Spoorweg-Maatschappij

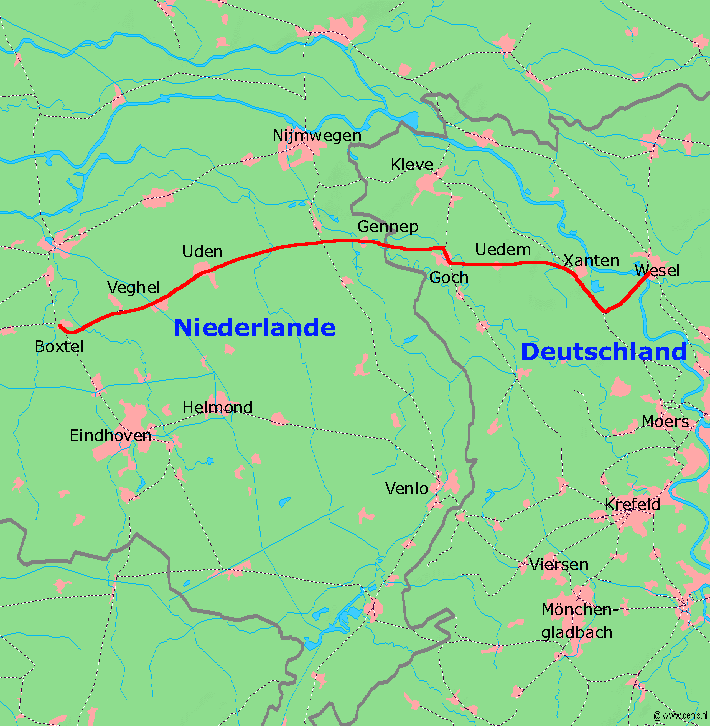
Traject van het "Duits Lijntje"

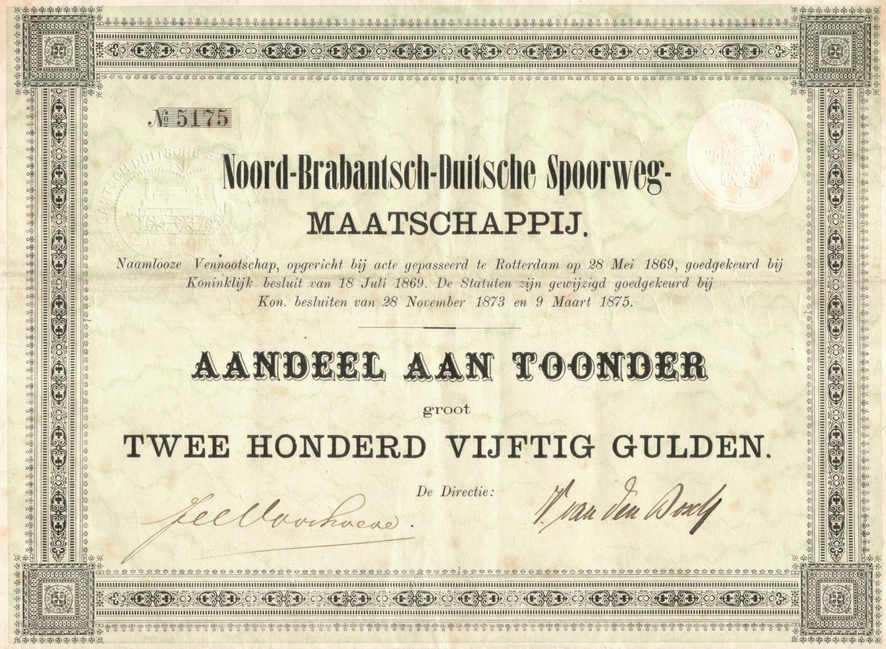
NBDS-aandeel

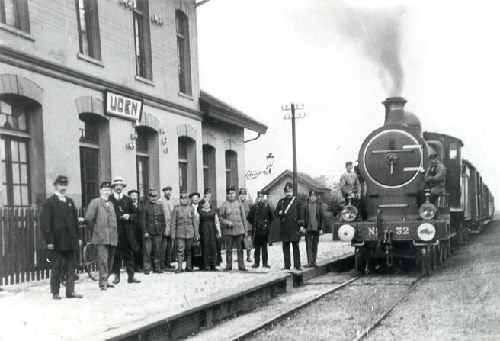
Stoomlokomotief 32 in station Uden

De Noord-Brabantsch-Duitsche Spoorweg-Maatschappij (NBDS) was een spoorwegonderneming en verzorgde het spoorvervoer tussen het Nederlandse Boxtel en het Duitse Wesel via Veghel, Uden, Beugen(waar de lijn de Spoorlijn Nijmegen - Venlo kruiste), Gennep, Goch en Xanten. Deze spoorlijn stond in Nederland bekend als het "Duits Lijntje". Op 15 juli 1873 werd het traject van Boxtel naar Goch geopend, op 1 juli 1878 het tweede deel van de lijn, het baanvak van Goch naar Wesel. Van de totale lengte van de lijn, 92,7 kilometer, was 52,7 kilometer op Nederlands gebied. Vanaf Büderich werd nog 8,2 kilometer spoorweg van de Köln-Mindener Eisenbahn bereden, een deel van de lijn van Venlo via Wesel naar Haltern, Münster en Hamburg.

## Geschiedenis

### NBDS
Op 28 mei 1869 werd de Naamloze Vennootschap Noord-Brabantsch-Duitsche Spoorweg-Maatschappij (NBDS) opgericht. Het doel van de onderneming: het vervoer van goederen en personen op de spoorwegen Boxtel - Gennep - Goch - Wesel en Gennep - Kleve.
De directie van de maatschappij was als volgt:
- President: Willem Hendrik van Meukeren, Rotterdam
- Vice-president: Hyacinthus Constantinus Fredericus Kerstens, Mill
- Secretaris: Jan van Stipriaan Luiscuis, Vlaardingen
- Maria Frans Rudolph Joseph Willem Hubert Ludwig Philip Apolina Baron von Monschau, Goch
- Charles James Appleby, Londen
- Johannes van den Boogaard, Gennep

Latere presidenten waren Hyacinthus Constantinus Fredericus Kerstens (tot 1886) en Johannes Marinus Voorhoeve (1886-1919).
Op 28 mei 1869 verkreeg Van Meukeren de definitieve Nederlandse concessie voor de aanleg van een spoorweg van Boxtel over Gennep naar de Pruisische grenzen in de richtingen naar Kleve en Wesel. Op 14 februari 1872 volgende de definitieve concessie van de Pruisische regering.
Bij akte dd 21 januari 1875 werd de maatschappij ontheven van de aanleg lijn Gennep-Kleve. De maatschappij zetelde aanvankelijk in Rotterdam, later in Gennep. Hier was ook de centrale werkplaats gevestigd. Een concessieaanvraag tot aanleg en exploitatie van een spoorweg van Boxtel langs Oirschot, Moergestel, Hilvarenbeek, naar Baarle-Nassau in aansluiting met de spoorweg Baarle-Nassau-Antwerpen, in 1881, leidde tot niets.
De NBDS-lijn was bedoeld als onderdeel van de snelste railverbinding Londen – Berlijn – Sint-Petersburg. Vanaf 1881 reden over deze lijn sneltreinen (boottreinen) waarmee men zonder overstappen van Vlissingen via Wesel naar Berlijn en Hamburg kon reizen. Vanaf station Vlissingen kon de reis worden voortgezet met schepen van de Stoomvaart Maatschappij Zeeland die de reizigers naar Queenborough brachten. Hier kon worden overgestapt op de treinen van de London, Chatham and Dover Railway naar London. Vanwege dit comfort maakten veel vorsten en diplomaten voor hun Europese reizen gebruik van dit traject. In de treinen (mailtreinen) reden postrijtuigen en rijtuigen gesteld door de CIWL mee (WL en WR). Het Duitse grensstation was Goch en Hassum, het Nederlandse was Gennep. De spoorlijn werd het "Duits Lijntje" genoemd; in Duitsland luidde de naam Boxteler Bahn. Tussen Büderich en Wesel gebruikte de NBDS een 1950 m lange spoorbrug over de Rijn. Deze werd gebouwd tussen 1872 en 1874, als onderdeel van de aanleg van de lijn Hamburg – Münster – Wesel – Straelen – Venlo door de Köln-Mindener Eisenbahn. Een ander belangrijk kunstwerk op het 100 km lange baanvak was de Maasbrug bij Gennep.
Na aanvankelijke aanloopproblemen, mede door tegenwerking van concurrerende spoorwegmaatschappijen, beleefde de NDBS vanaf 1892 goede jaren. In 1903 deed het dubbelspoor zijn intrede. De Eerste Wereldoorlog maakte een einde aan dit prominente verkeer. In deze periode maakten vooral vluchtelingen met bestemming Engeland en Amerika gebruik van de NBDS door het toenmalige neutrale Nederland. De onderneming belandde in de rode cijfers wat aanleiding gaf tot woordspelingen op de naamsafkorting: Nooit Betalen Die Smeerlappen en Nimmer Baten Doch Schulden. Op 1 juni 1919 nam de SS de exploitatie over. Op 15 november 1922 werd door de rechtbank in Rotterdam het faillissement uitgesproken. Per 1 juli 1925 nam de Deutsche Reichsbahn-Gesellschaft het Duitse deel van de spoorlijn over. Daarmee was de spoorwegonderneming nu aan beide zijden van de grens genationaliseerd. De werkplaats werd in datzelfde jaar gesloten. Sneltreinen keerden niet meer terug op dit baanvak. Aan beide zijden was de lijn gedegradeerd tot zijlijn. In Nederland werd op 1 augustus 1924 de lijn een lokaalspoorlijn.

### De spoorlijn na het faillissement
Aan het einde van de Tweede Wereldoorlog werd op 10 maart 1945 de spoorbrug bij Wesel door de terugtrekkende Duitse Wehrmacht opgeblazen. Daarmee kwam een eind aan het Duitse gedeelte van het Duits Lijntje. In de jaren 1949-1967 werd in fasen het Duitse gedeelte gesloten en opgebroken (Goch – Hassum 1949 P/ 1967 G en Goch – Uedem 1963 P/ 1966 G). Tijdens de Tweede Wereldoorlog was het gedeelte tussen Xanten en Uedem al zo vaak door Canadese militairen beschadigd dat dit niet meer werd hersteld. Op het tracé Goch – Uedem werd een verkeersweg aangelegd.
In 1950 beëindigde de NS het laatste stukje personenverkeer op de lijn Boxtel – Uden. Twintig jaar later werd het goederenvervoer op het stuk Uden – Gennep beëindigd. De Maasbrug bij Gennep werd in 1973 gedemonteerd. De naastliggende verkeersbrug is in 1955 gebouwd op dezelfde pijlers die bedoeld waren om de spoorbrug dubbelsporig te maken, hetgeen er nooit van is gekomen. In 2004 beëindigde Railion het goederenvervoer op het stuk van Boxtel tot Veghel.
Uit protest tegen de plannen van ProRail om de aansluiting bij Boxtel te verbreken werden op Tweede Paasdag 2005 ritten georganiseerd met een stoomtrein en een light rail-voertuig.

## Rollend materieel

### Locomotieven
In 1873 beschikte de Maatschappij over zeven stoomlocomotieven. Vijf locomotieven met sleeptender werden in 1873 geleverd door Beyer-Peacock in Manchester (nummers 1 t/m 5). Deze locomotieven met de asindeling 1'B hadden de namen "Gijsbert van Beverwijk", "Sophia", "Mina", "Lucinda" en "Henriëtta". Eerder, in 1871-1872, waren al twee tenderlocomotieven in dienst gesteld, gebouwd door Fox, Walker & Co. in Bristol (waaronder nummer 11). Voor het goederenvervoer leverde Hohenzollern, Düsseldorf in 1878 vier C-gekoppelde machines die de nummers 12 t/m 15 kregen. Er volgden er nog twee in 1902 (nr. 16) en 1907 (nr. 17). Voor het trekken van de sneltreinen werden bij Hohenzollern in 1881 twee zwaardere 1'B-machines aangeschaft gevolgd door een derde exemplaar in 1887 (nummer 8 t/m 10). Tussen 1892 en 1894 werden opnieuw drie machines aangeschaft, ook nu weer 1'B-machines, geleverd door Beyer-Peacock. Deze hadden de nummers 6, 7 en 11.

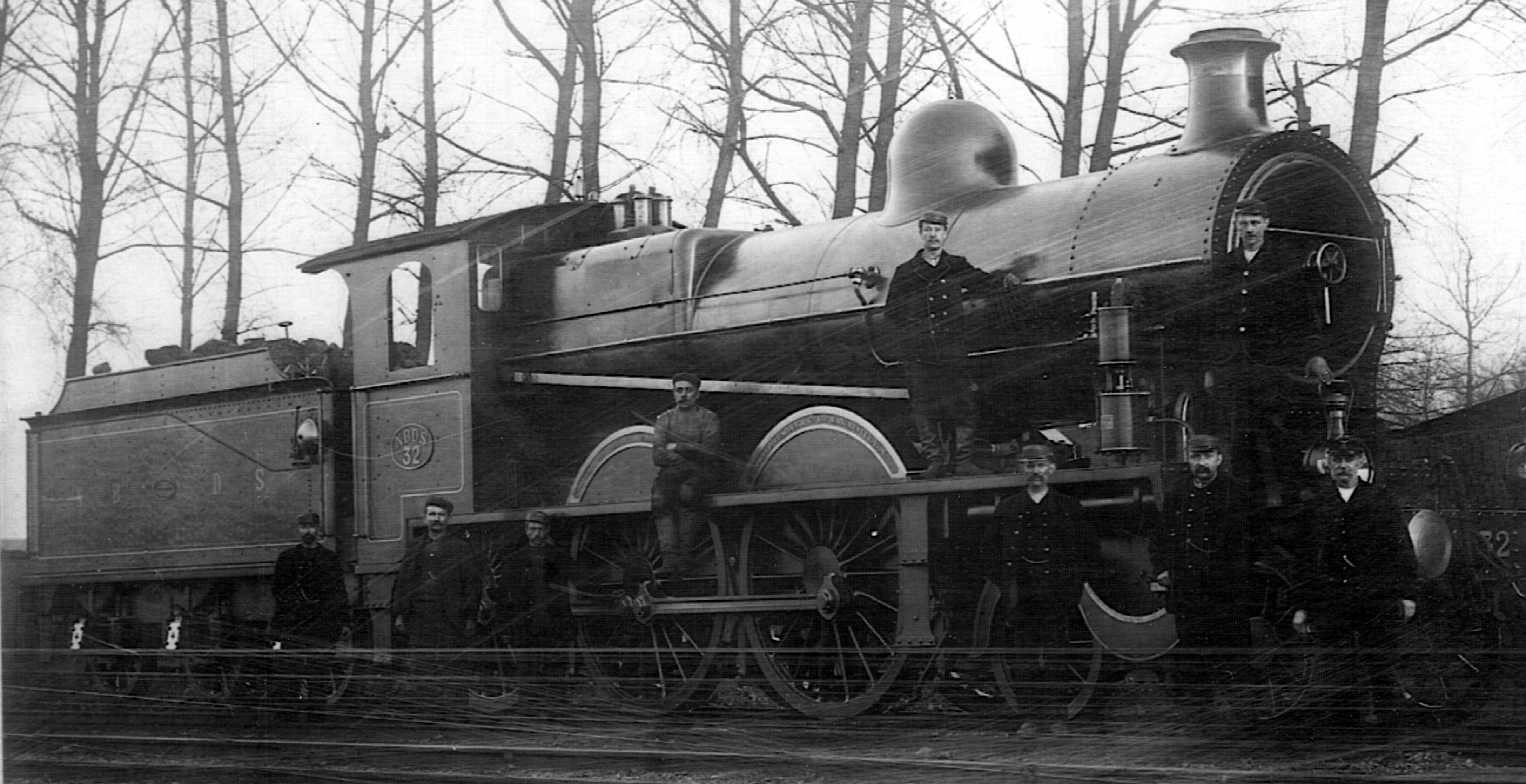
Locomotief Nr. 32 in Gennep 1908

De steeds zwaarder wordende posttreinen deden de NBDS in 1907 besluiten tot de aanschaf van echte sneltreinlocomotiven van het type 2'C. Dit waren de eerste met deze asopstelling in Nederland. Zes stuks kwamen in 1908, nummers 30-35 (later NS-serie 3500). Omdat men in Nederland nog geen ervaring had opgedaan met de bouw van 2'C-locomotieven, liet de NBDS deze in England maken door Beyer-Peacock. Deze Blauwe Brabanders reden hun sneltreinen in een aantal gevallen helemaal door naar Haltern, Münster, Essen, Dortmund of naar Oberhausen. Nog in de Eerste Wereldoorlog werden een nieuwe 2'C (nr. 36) en twee nieuwe 1D-gekoppelde (nrs. 118 en 119) goederentreinlocomotieven geleverd door Hohenzollern, Düsseldorf. Tevens beschikte de NBDS over drie rangeerlocomotieven met de asindeling B t. Nummer 25, in 1894 in dienst gesteld, was gebouwd door Henschel & Co. in Kassel die ook nummer 26 leverde in 1898. In 1907 volgde nog een rangeerloc met nummer 24 gebouwd door Werkspoor in Amsterdam. Voor het onderhoud van het materieel beschikte de NBDS over een eigen werkplaats in Gennep.
| Nr. NBDS | Bouwjaar   | Fabrikant     | Fabrieksnr. | Asindeling | Nr. SS     | Nr. NS      | Opmerking                                            |
| -------- | ---------- | ------------- | ----------- | ---------- | ---------- | ----------- | ---------------------------------------------------- |
| 1-5      | 1873       | Beyer Peacock | 1169-1173   | 1'B        | ?          | 775 (lok 1) | In 1908 zijn 2 en 4 verkocht aan een aannemer.       |
| 6        | 1893       | Beyer Peacock | 3539        | 1'B        | 476        | 1476        | In 1936 buiten dienst gesteld.                       |
| 7        | 1892       | Beyer Peacock | 3523        | 1'B        | 477        | 1477        | In 1933 buiten dienst gesteld.                       |
| 8,9      | 1881       | Hohenzollern  | 161, 162    | 1'B        | 281, 282   | 1201, 1202  | In 1932 buiten dienst gesteld.                       |
| 10       | 1887       | Hohenzollern  | 428         | 1'B        | 283        | 1203        | In 1932 buiten dienst gesteld.                       |
| ?        | 1871       | Fox Walker    | ?           | C t        | -          | -           | Verkocht in 1887.                                    |
| 11       | 1872       | Fox Walker    | ?           | C t        | -          | -           | In 1882 verkocht aan aannemer Bekker                 |
| 11"      | 1894       | Beyer Peacock | 3614        | 1'B        | 478        | 1478        | In 1936 buiten dienst gesteld.                       |
| 12-15    | 1878       | Hohenzollern  | 82-85       | C t        | 215-218    | 3001-3004   | In 1925 naar het Spoorweg Bouw Bedrijf               |
| 16       | 1903       | Hohenzollern  | 1614        | C t        | 219        | 3005        | In 1925 naar het Spoorweg Bouw Bedrijf               |
| 17       | 1907       | Hohenzollern  | 2254        | C t        | 220        | 3006        | In 1925 naar het Spoorweg Bouw Bedrijf               |
| 24       | 1907       | Werkspoor     | 209         | Bt         | 561        | 8232        | Buiten dienst gesteld in 1947.                       |
| 25       | 1894       | Henschel      | 4136        | Bt         | 526        | 6910        | Buiten dienst gesteld in 1931.                       |
| 26       | 1898       | Henschel      | 4828        | Bt         | 527        | 6911        | Buiten dienst gesteld in 1934.                       |
| 30-35    | 1908       | Beyer Peacock | 5134-5139   | 2'C        | 981-986    | 3501-3506   | Blauwe Brabander                                     |
| 36       | 1915       | Hohenzollern  | 3288        | 2'C        | 987        | 3507        | Blauwe Brabander                                     |
| (37)     | 1920       | Hohenzollern  | 3328        | 2'C        | 988        | 3508        | Blauwe Brabander                                     |
| 118, 119 | 1917, 1918 | Hohenzollern  | 3324, 3325  | 1'D        | 1301, 1302 | 4501, 4502  | 120 en 121 kwamen in dienst bij SS als 1303 en 1304. |

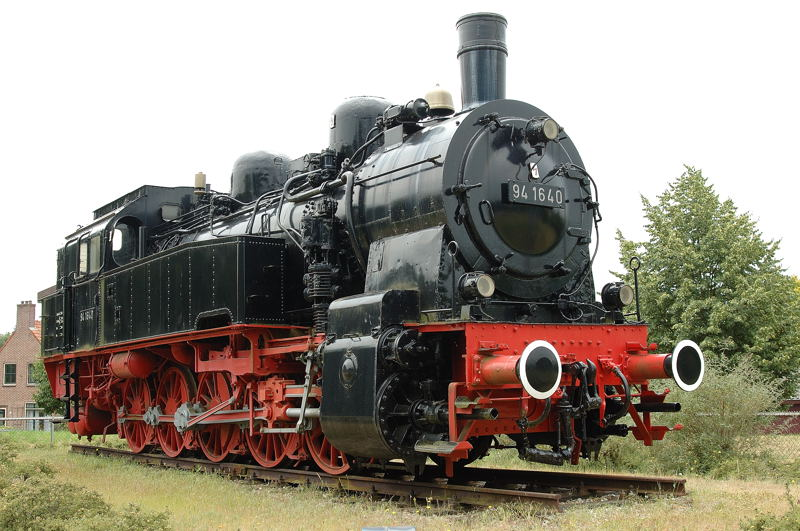
Monument met stoomlocomotief 94 1640 van de Deutsche Bundesbahn in Gennep

Sinds 19 februari 1977 staat aan de Brabantweg in Gennep ter nagedachtenis aan de NBDS een stoomlocomotief opgesteld. Dit monument is een voormalige tenderlocomotief van de Deutsche Bundesbahn met het nummer 94 1640. Deze heeft overigens nooit voor de NBDS gereden.
Van de NBDS zelf is geen enkele locomotief bewaard gebleven.

### Personenrijtuigen
| Nr. NBDS | Type | Soort         | Bouwjaar                | Fabrikant      | Asindeling | Nr. NS                       | Opmerking                                              |
| -------- | ---- | ------------- | ----------------------- | -------------- | ---------- | ---------------------------- | ------------------------------------------------------ |
| 1        | As   | 1e klas       | 1893                    | ?              | ?          | A 2501                       | In 1904 naar NBDS (voorheen koninklijk rijtuig nr. 45) |
| 4        | A2'C | 1e klas       | ?                       | ?              | ?          | AB 2501                      | In 1904 naar NBDS (voorheen koninklijk rijtuig nr. 41) |
| 5        | AB4  | 1e/2e klas    | 1865                    | ?              | ?          | C 2061                       | In 1904 naar NBDS (voorheen koninklijk rijtuig nr. 42) |
| ?        | A    | 1e klas       | 1877                    | ?              | ?          | -                            | -                                                      |
| 7-12     | AB4  | 1e/2e klas    | 1873 (7,8), 1878 (9-12) | Beijnes (1873) | 2          | AB 2005                      | -                                                      |
| ?        | ABC4 | 1e/2e/3e klas | ?                       | ?              | ?          | -                            | -                                                      |
| 15-20    | AB5c | 1e/2e klas    | 1905                    | ?              | 3          | AB 4515-4520                 | -                                                      |
| 29       | AB4  | 1e/2e klas    | 1878                    | ?              | ?          | BC 2011                      | -                                                      |
| 30-35    | B4   | 2e klas       | 1873-1874               | Beijnes        | 2          | BC 2012-2017                 | -                                                      |
| 36       | AB4  | 1e/2e klas    | 1878                    | ?              | ?          | BC 2018                      | -                                                      |
| 41-64    | C5   | 3e klas       | 1873-1874               | ?              | 2          | C 2101-2108, 2112-2217, 2119 | -                                                      |
| 65-72    | C5   | 3e klas       | 1876-1877               | ?              | 2          | C 2109-2111, 2118, 2120-2123 | -                                                      |
| 73-76    | L    | Post          | 1873                    | ?              | ?          | P 2501-2504                  | -                                                      |
| 77-84    | ?    | Bagage        | 1892                    | ?              | 3          | -                            | In 1899 overgenomen van de SS                          |
| 85-88    | ?    | Bagage        | 1873                    | ?              | 2          | D 2277                       | -                                                      |
| 89-94    | E    | Bagage        | 1894                    | ?              | 2          | D 2272-2276, PD 2001         | Bagagerijtuig                                          |
| 95       | ?    | Bagage        | 1894                    | ?              | ?          | D 2233                       | In 1904 naar NBDS (voorheen koninklijk rijtuig nr. 43) |
| 106, 107 | ?    | Bagage        | 1873                    | ?              | ?          | -                            | -                                                      |
| 151-155  | ?    | Bagage        | 1873                    | ?              | 2          | -                            | -                                                      |
| 950-961  | ?    | Bagage        | 1902                    | ?              | 3          | D 3219-960                   | Voor D-treinen.                                        |
| 970-973  | ?    | Bagage        | 1904                    | ?              | 2' 2'      | D 7574, 7575, 7506, 7507     | Voor Berlijnse mailtreinen.                            |
| 974-977  | ?    | Bagage        | 1905                    | ?              | 2' 2'      | D 7508, 7576, 7509, 7577     | Voor Berlijnse mail(nacht)treinen.                     |
| 978-981  | ?    | Bagage        | 1908                    | ?              | 2' 2'      | D 7578-7581                  | -                                                      |
| 982-984  | ?    | Bagage        | 1913                    | ?              | 2' 2'      | D 7582-7584                  | -                                                      |

### Goederenwagens
| Nr. NBDS   | Type | Soort           | Bouwjaar | Fabrikant             | Asindeling | Nr. NS 1930                                              | Opmerking                                                            |
| ---------- | ---- | --------------- | -------- | --------------------- | ---------- | -------------------------------------------------------- | -------------------------------------------------------------------- |
| ?          | ?    | Stoomkraan      | 1905     | ?                     | ?          | Hijswerktuig 451                                         |                                                                      |
| 6          | ?    | Handkraan wagen | 1915     | ?                     | ?          | ?                                                        |                                                                      |
| 101-110    | F    | Gesloten wagen  | 1873     | Carl Weyer            | 2          | CHA 2536-2574                                            |                                                                      |
| 111-150    | F    | Gesloten wagen  | 1872     | Werkspoor, Carl Weyer | 2          | CHA 397-404, 2543, 2547-2560, 2563, 2565-2570, 2572-2574 |                                                                      |
| 151-155    | F    | Gesloten wagen  | 1873     | Werkspoor             | 2          | CGA 316-319                                              |                                                                      |
| 175        | F    | Gesloten wagen  | 1873     | Carl Weyer            | 2          | CHA 396                                                  |                                                                      |
| 176-179    | F    | Gesloten wagen  | 1890     | Dyle & Backalan       | 2          | CHB 2826-2828, FOT 71051                                 |                                                                      |
| 180-195    | F    | Gesloten wagen  | 1890     | Dyle & Backalan       | 2          | FOT 70901-70910                                          |                                                                      |
| 196-203    | F    | Gesloten wagen  | 1891     | Germain               | 2          | CHB 2829-2835, FOT 71052                                 |                                                                      |
| 204-235    | F    | Gesloten wagen  | 1891     | Germain               | 2          | CHB 407-438                                              |                                                                      |
| 236-240    | ?    | Koelwagen       | 1895     | Germain               | ?          | CHY 26051-26054, 26953                                   | Voor margarinevervoer                                                |
| 241-255    | ?    | Koelwagen       | 1895     | Germain               | ?          | CHY 26001-26014, 26905                                   | Voor margarinevervoer                                                |
| 256-260    | F    | Gesloten wagen  | 1897     | vd Zypen & Carlier    | 2          | CHD 12001-12005                                          | Naar Pruisische model gebouwd                                        |
| 261-275    | F    | Gesloten wagen  | 1897     | vd Zypen & Carlier    | 2          | CHD 10001-10014, FOT 71001                               | Naar Pruisische model gebouwd                                        |
| 276-280    | F    | Gesloten wagen  | 1898     | Nivelles              | 2          | CHD 12016-12020                                          | Naar Pruisische model gebouwd                                        |
| 281-295    | F    | Gesloten wagen  | 1898     | Nivelles              | 2          | CHD 10016-10028, FOT 71002                               | Naar Pruisische model gebouwd                                        |
| 296-305    | F    | Gesloten wagen  | 1901     | Gastell               | 2          | CHD 12006-12014, FOT 71053                               | Naar Pruisische model gebouwd                                        |
| 306-317    | F    | Gesloten wagen  | 1901     | Gastell               | 2          | CHD 12021-12031, 15175, FOT 71054                        | Naar Pruisische model gebouwd                                        |
| 318-365    | F    | Gesloten wagen  | 1901     | Gastell               | 2          | CHD 10031-10077, FC 70579, 70580                         | Naar Pruisische model gebouwd                                        |
| 441-465    | G    | Open wagen      | 1873     | Werkspoor             | 2          | GTG 35816-35846                                          |                                                                      |
| 466-485    | G    | Open wagen      | 1873     | Werkspoor             | 2          | GTG 37456-37460                                          |                                                                      |
| 486-496    | G    | Open wagen      | 1873     | Werkspoor             | 2          | -                                                        |                                                                      |
| 516-525    | G    | Open wagen      | 1873     | Werkspoor             | 2          | GTG 37401-37409                                          |                                                                      |
| 530-554    | G    | Open wagen      | 1901     | Gastell               | 2          | GTM 53471-53495                                          |                                                                      |
| 555-579    | G    | Open wagen      | 1902     | Gastell               | 2          | GTM 58031-58035                                          |                                                                      |
| 1581-1590  | G    | Open wagen      | 1916     | Nürnberg              | 2          | GTM 53501-53510                                          |                                                                      |
| 1591-1600  | G    | Open wagen      | 1916     | Wismar                | 2          | GTM 53511-53520                                          |                                                                      |
| 1601-1630  | G    | Open wagen      | 1916     | Union Dortmund        | 2          | GTM 53521-53540                                          |                                                                      |
| 1603, 1605 | G    | Open wagen      | 1916     | Nürnberg              | 2          | GTM 58051, 58052                                         |                                                                      |
| 1610       | G    | Open wagen      | 1916     | Union Dortmund        | 2          | GTM 58056, 58059                                         |                                                                      |
| ?          | G    | Open wagen      | 1917     | Wismar                | 2          | GTM 58053-58055, 58060                                   |                                                                      |
| 580-585    | ?    | Ballastwagen    | 1873     | NBDS                  | ?          | dienstwagen 171109-172112                                |                                                                      |
| 600, 601   | ?    | Rongenwagen     | 1883     | NBDS                  | 2'2'       | HTR                                                      | Voor railvervoer                                                     |
| 700-704    | ?    | Sneltreinwagen  | 1901     | Gastell               | 3          | CHCW                                                     |                                                                      |
| 750-752    | ?    | Koelwagen       | 1902     | Gastell               | ?          | CHY                                                      | Voor margarinevervoer                                                |
| 753-755    | ?    | Koelwagen       | 1902     | Gastell               | ?          | CHV                                                      | Voor margarinevervoer                                                |
| 756, 757   | ?    | Koelwagen       | 1902     | Gastell               | ?          | CHV                                                      | Voor margarinevervoer                                                |
| 758, 759   | ?    | Koelwagen       | 1902     | Gastell               | ?          | CHY                                                      | Voor margarinevervoer                                                |
| 610-639    | ?    | Rongenwagen     | 1901     | Gastell               | 2          | LW                                                       |                                                                      |
| 640-654    | ?    | Rongenwagen     | 1908     | Gastell               | 2          | LW                                                       |                                                                      |
| 850        | ?    | Ballastwagen    | 1873     | Werkspoor             | ?          | -                                                        |                                                                      |
| 871-876    | ?    | Ballastwagen    | 1873     | NBDS                  | ?          | -                                                        |                                                                      |
| 871-880    | ?    | Schamelwagen    | 1873     | Werkspoor             | 2          | HM 90561-90574                                           | 5 eenheden van twee wagens                                           |
| 881-890    | ?    | Schamelwagen    | 1873     | Werkspoor             | 2          | HM 90561-90574                                           | 5 eenheden van twee wagens                                           |
| 913-932    | ?    | Open veewagen   | 1873     | Werkspoor             | 2          | CHA 2458-2472, CHBL 3548-3550, FU 70146, 71201           |                                                                      |
| 1020-1023  | K    | Veewagen        | 1908     | Nivelles              | ?          | FVVBS 77901-77904                                        | Voor varkensvervoer                                                  |
| 2025, 2026 | ?    | Vleeswagen      | 1911     | ?                     | ?          | ?                                                        |                                                                      |
| 3025       | ?    | Vleeswagen      | 1911     | ?                     | ?          | ?                                                        |                                                                      |
| 2059       | ?    | Gaswagen        | 1913     | Gastell               | 3          | 155075                                                   |                                                                      |
| 502202p    | ?    | Ketelwagen      | 1910     | Uerdingen             | ?          | Bij DR opgenomen                                         | Eigendom van de "Niederrheinische Oelwerke Actien-Gesellschaft Goch" |